# Língua tagbanwa calamiana
A língua Tagbawna Calamian é falado nas Ilhas Calamian ao norte da Ilha Palawan, Filipinas. Não é mutuamente inteligível com as outras línguas do povo Tagbanwa. Ethnologue relata que é falada nos municípios de Busuanga, Coron, Culion e Linapacan (Calamian e grupos de ilhas Linapacan).

## Dialetos
Himes (2006) considera a existência de dois dialetos.
- Karamiananen: falado nas Ilhas Busuanga e Dipalengged. Os falantes da Ilha Dipalengged referem-se à sua língua como  Tagbanwa .
- Tagbanwa of Coron: falado na Ilha Coron e também em Baras, na Ilha Palawan localizada exatamente em frente à Ilha Dumaran.

## Fonologia

### Consoantes
|             |             | Labial | Alveolar | Palatal | Velar | Glotal |
| ----------- | ----------- | ------ | -------- | ------- | ----- | ------ |
| Oclusiva    | surda       | p      | t        |         | k     | ʔ      |
| Oclusiva    | sonora      | b      | d        |         | ɡ     |        |
| Nasal       | Nasal       | m      | n        |         | ŋ     |        |
| Fricativa   | Fricativa   | β      | s        |         | ɣ     |        |
| Lateral     | Lateral     |        | l        |         |       |        |
| Rótica      | Rótica      |        | ɾ~r      |         |       |        |
| Aproximante | Aproximante | w      |          | j       |       |        |

### Vogais
|         | Anterior | Central | Posterior |
| ------- | -------- | ------- | --------- |
| Fechada | i        | ɨ       | u         |
| Aberta  |          | a       |           |

## Gramática

### Pronomes
O seguinte conjunto mostra os pronomes Prônomos do Calamian Tagbanwa. Nota: o caso direto / nominativo é dividido entre formas completas e curtas.
|                               | Direto/Nominativo | Indireto/Genitivo | Obliquo    |
| ----------------------------- | ----------------- | ----------------- | ---------- |
| ’‘‘1ª pessoa singular         | yuu/yaku (aw)     | u                 | yɨɨn/yakɨn |
| ’‘‘2ª pessoa singular         | yawa (a)          | mu                | nuyu       |
| ’‘‘3ª pessoa singular         | tanya             | na                | anya       |
| ’‘‘1ª pessoa plural inclusiva | ita               | ta                | yatɨn      |
| ’‘‘1ª pessoa plural exclusiva | yami (ami)        | yamɨn             | yamɨn      |
| ’‘‘2ª pessoa plural           | yamu (amu)        | mi                | numyu      |
| ’‘‘3ª pessoa plural           | tanira            | nira              | nira       |